# Caecijaera horvathi
Caecijaera horvathi is een pissebed uit de familie Janiridae. De wetenschappelijke naam van de soort is voor het eerst geldig gepubliceerd in 1951 door Menzies.